# 1960年夏季奥林匹克运动会尼日利亚代表团
1960年夏季奥林匹克运动会尼日利亚代表团是尼日利亚派出的1960年夏季奥林匹克运动会代表团。